# كريستين راسموسن
كريستين راسموسن (بالإنجليزية: Kristen Rasmussen)‏ مواليد 1 نوفمبر 1978 في لانسنغ، هي لاعبة كرة سلة أمريكية سابقة تحولت إلى التدريب بعد الاعتزال. بدأت مسيرتها الاحترافية في سنة 2000. اعتزلت اللعب في 2011.

## المسيرة الاحترافية
لعبت مع ميامي سول من سنة 2000 إلى 2002، ثم لعبت مع إنديانا فيفر في موسم 2003–2004، ثم لعبت مع هيوستن كومتز في سنة 2005، ثم لعبت مع شارلوت ستينغ في سنة 2005، ثم لعبت مع فينيكس ميركوري في سنة 2006، ثم لعبت مع كونيتيكت صن في سنة 2007، ثم لعبت مع مينيسوتا لينكس في سنة 2008.

## روابط خارجية
- كريستين راسموسن على موقع الاتحاد الوطني لكرة السلة النسائية (الإنجليزية)
- كريستين راسموسن على موقع كرة السلة الأوروبية.كوم (الإنجليزية)
- كريستين راسموسن على موقع كلية كرة السلة في سبورتس رفرنس.كوم (الإنجليزية)
- كريستين راسموسن على موقع بروبوليرز (الإنجليزية)
- كريستين راسموسن على موقع سبورتس رفرنس (الإنجليزية)